# Thespotikó
Thespotikó, en grec moderne : Θεσπρωτικό, est un village et un ancien dème du district régional de Préveza, en Épire, Grèce. Depuis 2010, il est fusionné au sein du dème de Zirós.
Selon le recensement de 2011, la population du dème compte 4 075 habitants tandis que celle du village s'élève à 1 363 habitants.